# 910
910 (CMX) je bilo navadno leto, ki se je po julijanskem koledarju začelo na ponedeljek.

## Dogodki
- Tomislav postane hrvaški kralj.

## Rojstva
- Ma Yize, arabsko-kitajski astronom, astrolog († 1005)

## Smrti
- 23. december - Sveti Naum (* okrog 830)